# النا سادیکو
النا سادیکو (انگلیسی: Elena Sadiku؛ زادهٔ ۶ نوامبر ۱۹۹۳) بازیکن فوتبال اهل سوئد است.
از باشگاه‌هایی که در آن بازی کرده‌است می‌توان به باشگاه فوتبال روزنگرد اشاره کرد.
وی همچنین در تیم ملی فوتبال زنان سوئد بازی کرده‌است.